# František Šindelář (malíř)
František Šindelář, používal také pseudonym František Šilar (25. listopadu 1887, Čimelice – 2. září 1947, Moravské Budějovice), byl český pedagog a malíř.

## Biografie
František Šindelář se narodil v roce 1887 v Čimelicích u Písku, jeho rodiče byli zemědělci. V dětství se s rodiči přestěhoval do Písku, kde nastoupil na obecnou školu, kde však jeho učitel Alois Kodl zjistil, že František má malířské nadání a o tom zpravil i okresního školního inspektora. Inspektor požádal Aloise Kodla o to, aby se snažil rozvíjet Šindelářovo nadání a postaral se o to, aby navštěvoval střední školu. František Šindelář tak v roce 1898 nastoupil na gymnázium v Písku, na kterém pak v roce 1905 odmaturoval. Chtěl pokračovat ve studiu malířství, ale jeho rodiče si přáli, aby studoval cizí jazyky a tak nastoupil na studium filologie na Filozofické fakultě Univerzity Karlovy v Praze. Současně se však mezi lety 1905 a 1908 soukromě vzdělával v malířské škole Jaroslava Kubína.
Po ukončení studií nastoupil jako pedagog řečtiny a latiny na Gymnázium v Třebíči a od roku 1911 až do své smrti vyučoval v na gymnáziu v Moravských Budějovicích. Krátce také roku 1919 učil v Trnavě na Slovensku.

## Dílo
Věnoval se primárně figurální malbě (portréty, malby krojovaných osob), okrajově se věnoval také krajinářské malbě, malbě květin nebo malbě zátiší. Tematicky se věnoval primárně malbě ze zahraničních cest, které absolvoval, ale také ze svého okolí. Maloval také díla z oblasti Písku a okolí. Za svůj život namaloval asi 2000 maleb. O zahraniční cestě na Sicílii napsal v roce 1927 knihu Putování po Sicílii, navštívil ale také jiná místa v Itálii, Turecko, Bulharsko, Francii nebo Německo. V roce 2011 bylo 40 jeho obrazů vystaveno v Muzeu řemesel v Moravských Budějovicích. Soubor jeho maleb a kreseb byl po smrti Františka Šindeláře jeho manželkou darován Muzeu řemesel. Tyto malby byly dříve umístěn v budově ONV Moravské Budějovice.

## Výstavy
- 1932, Městské průmyslové muzeum v Hradci Králové, Hradec Králové
- 1936, Krasoumná jednota, Praha[4]
- 1936, Slezské muzeum, Opava[4]
- Hradec Králové[4]
- Třebíč[4]
- Olomouc[4]
- 2011, Muzeum řemesel, Moravské Budějovice
- 2012, Topičův salón, Praha (předaukční)
- 2013, Topičův salón, Praha (předaukční)
- 2018, Radisson Blu Alcron Hotel, Praha (Výtvarné umění)

## Galerie

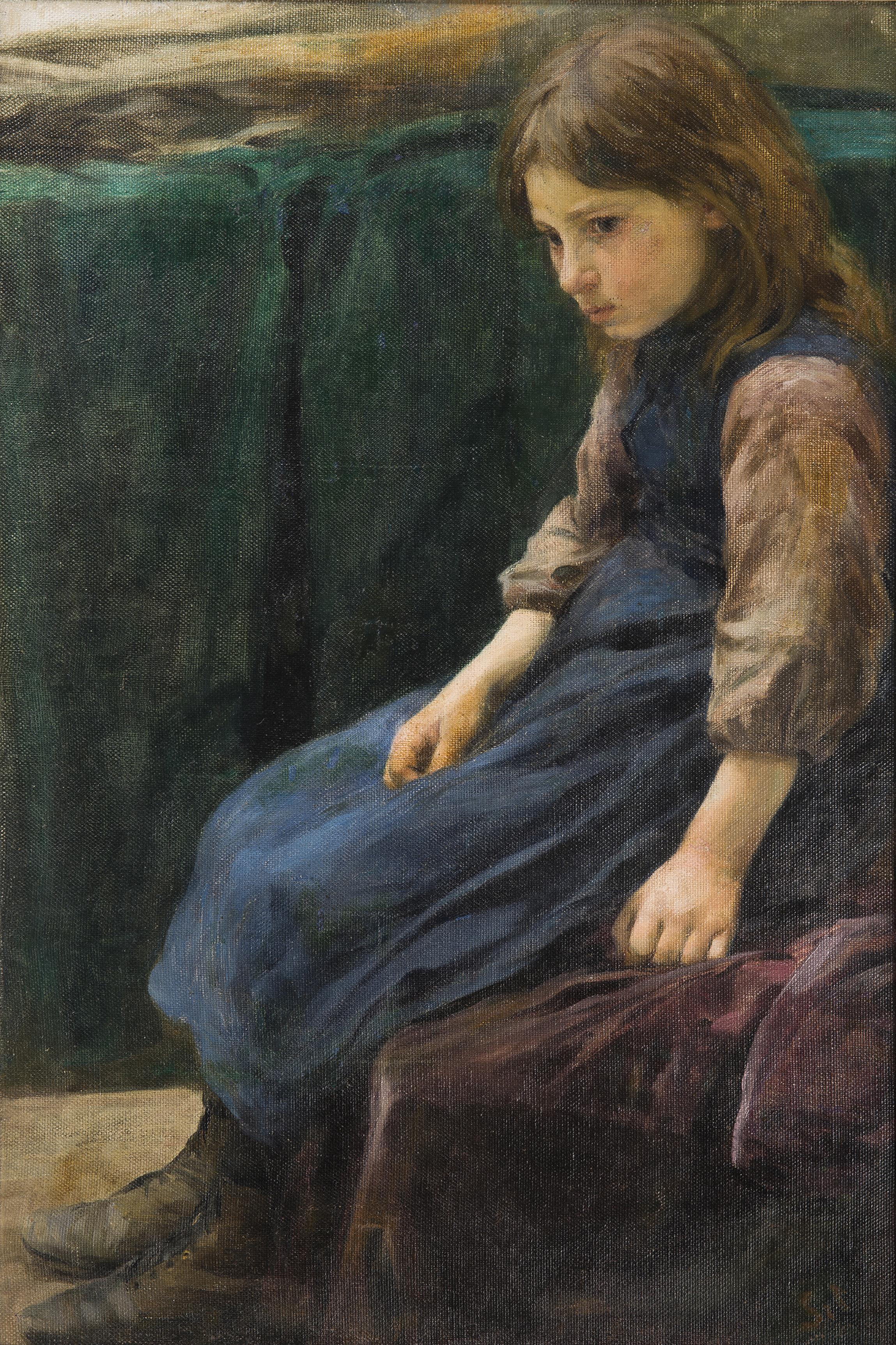
Sedící dívka (kolem 1947)
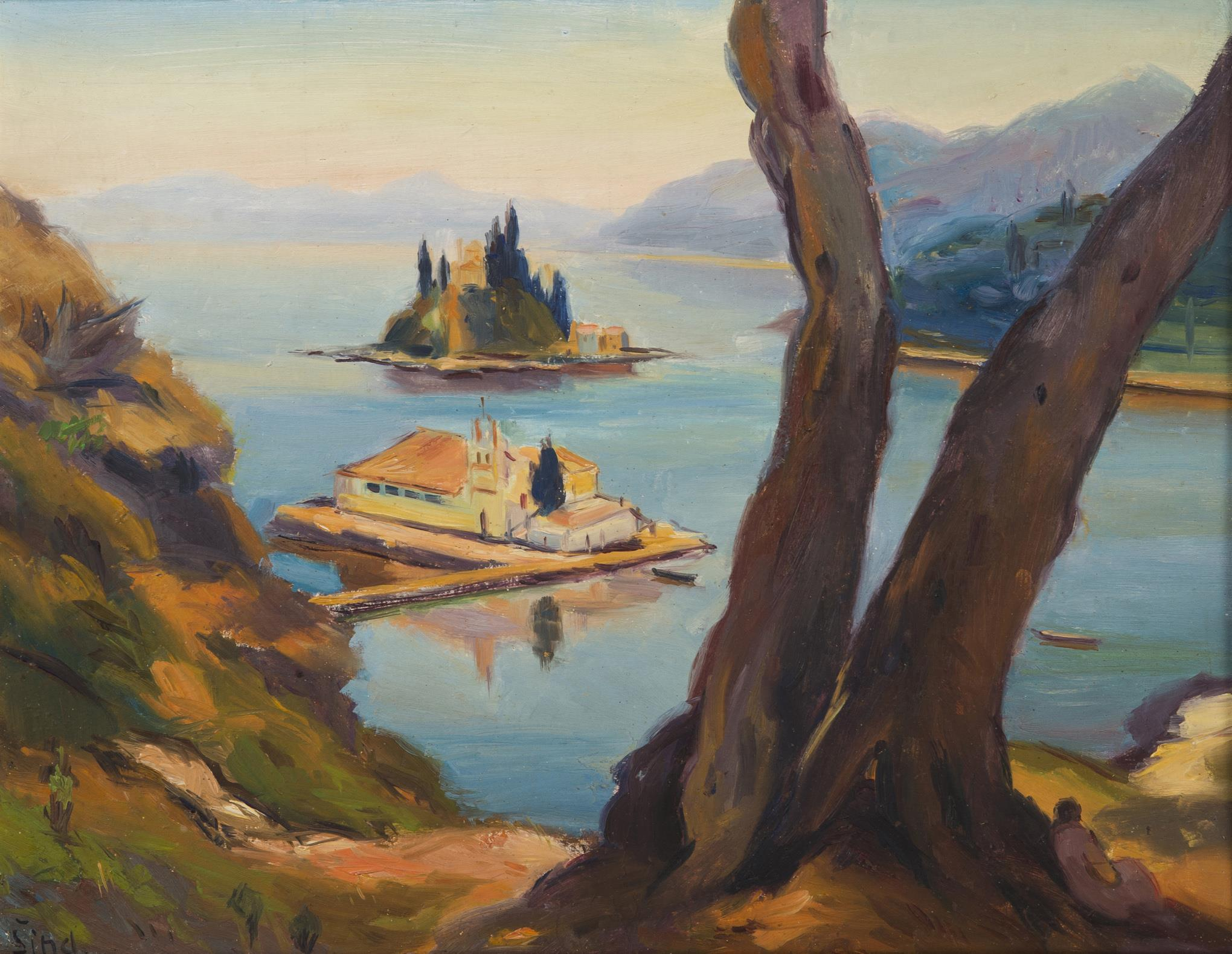
Ostrov Korfu (kolem 1947)
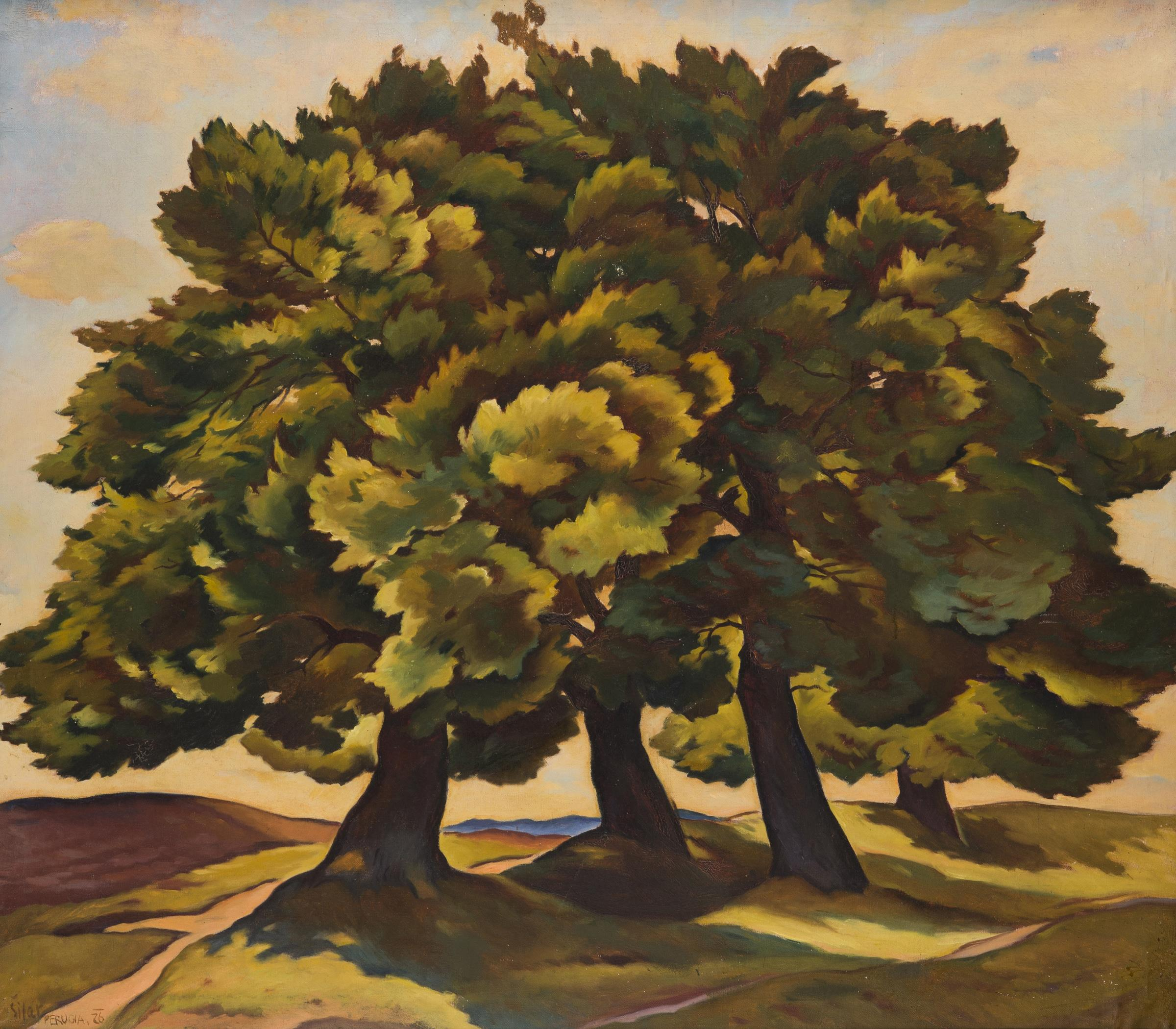
Krajina z Perugie (1926)
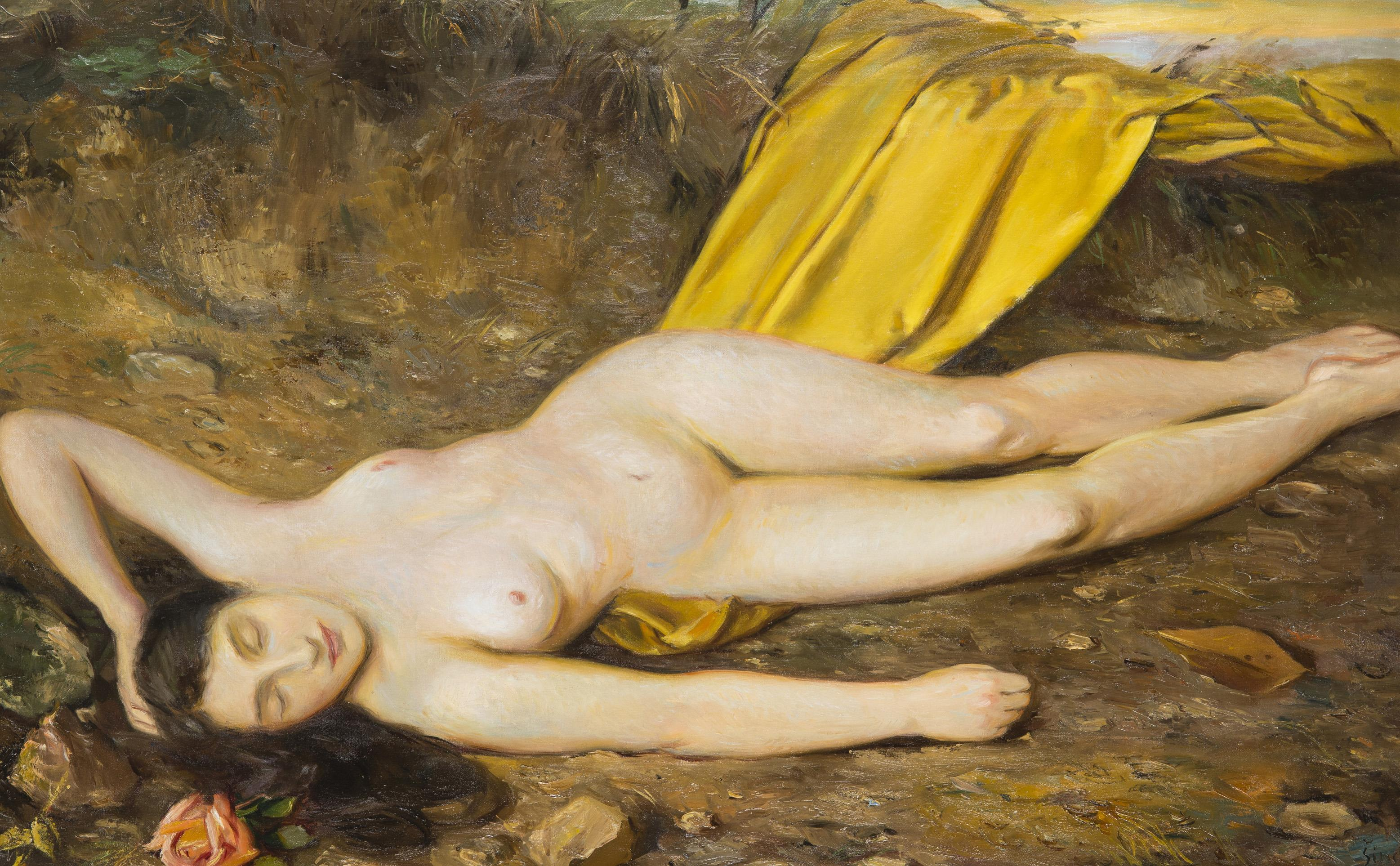
Žena s růží (kolem 1947)
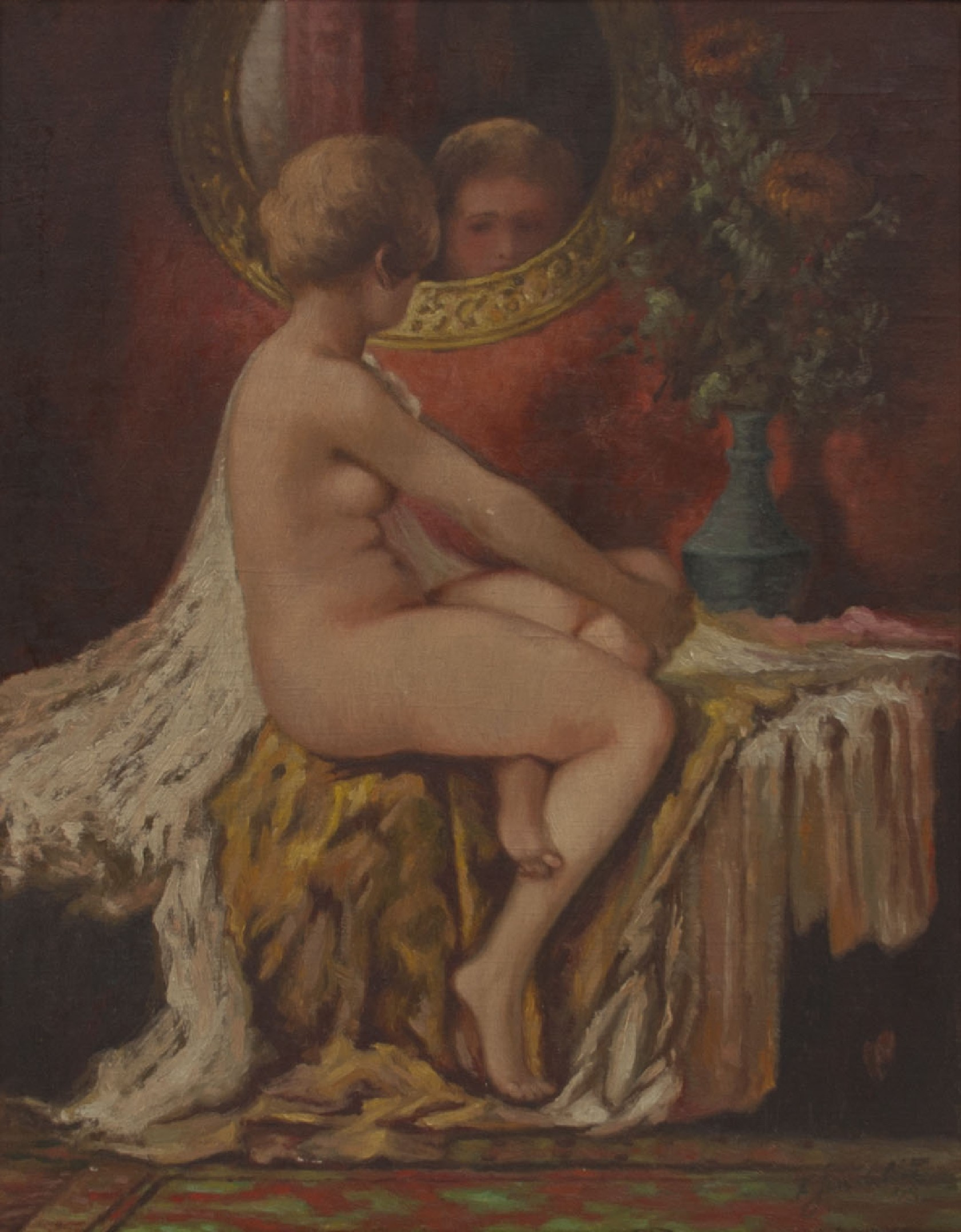
Akt před zrcadlem
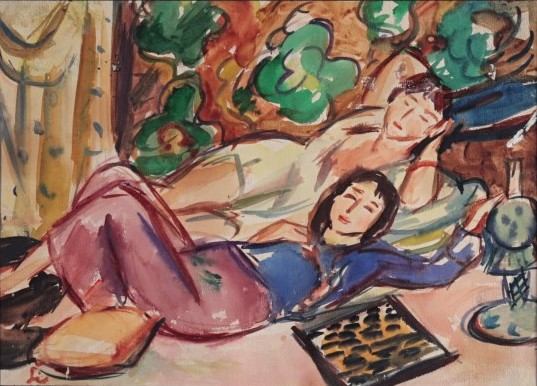
Přítelkyně
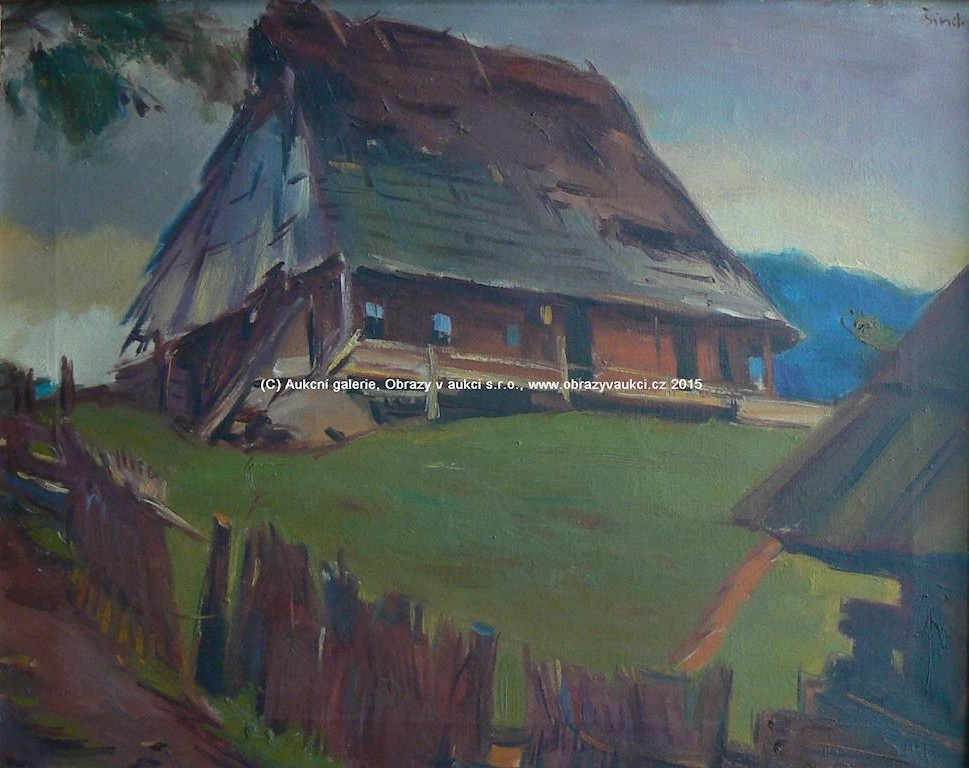
Z Volosjanky
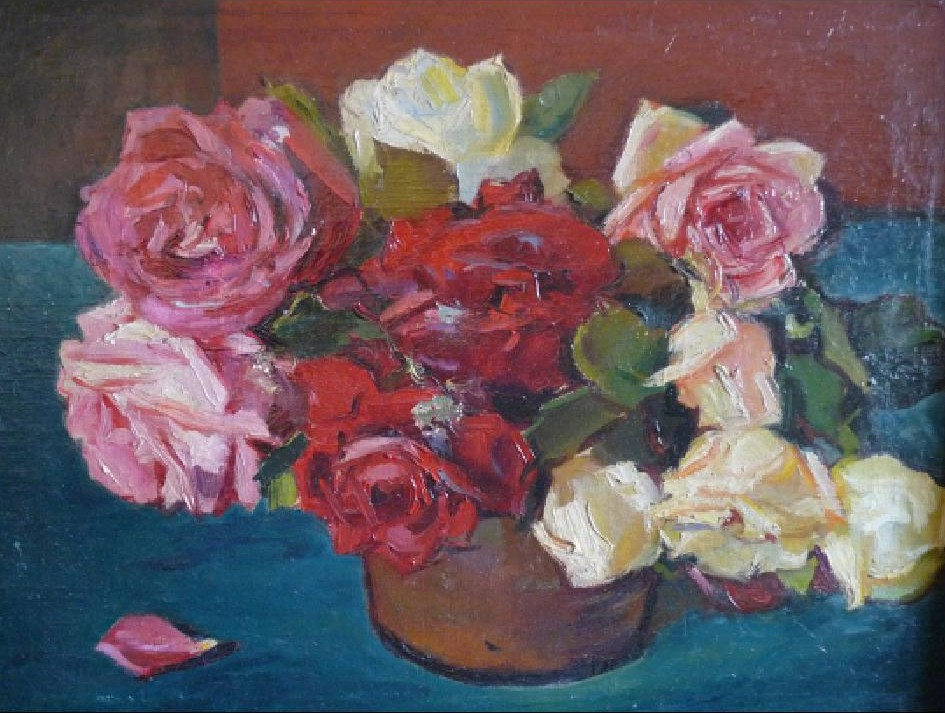
Růže
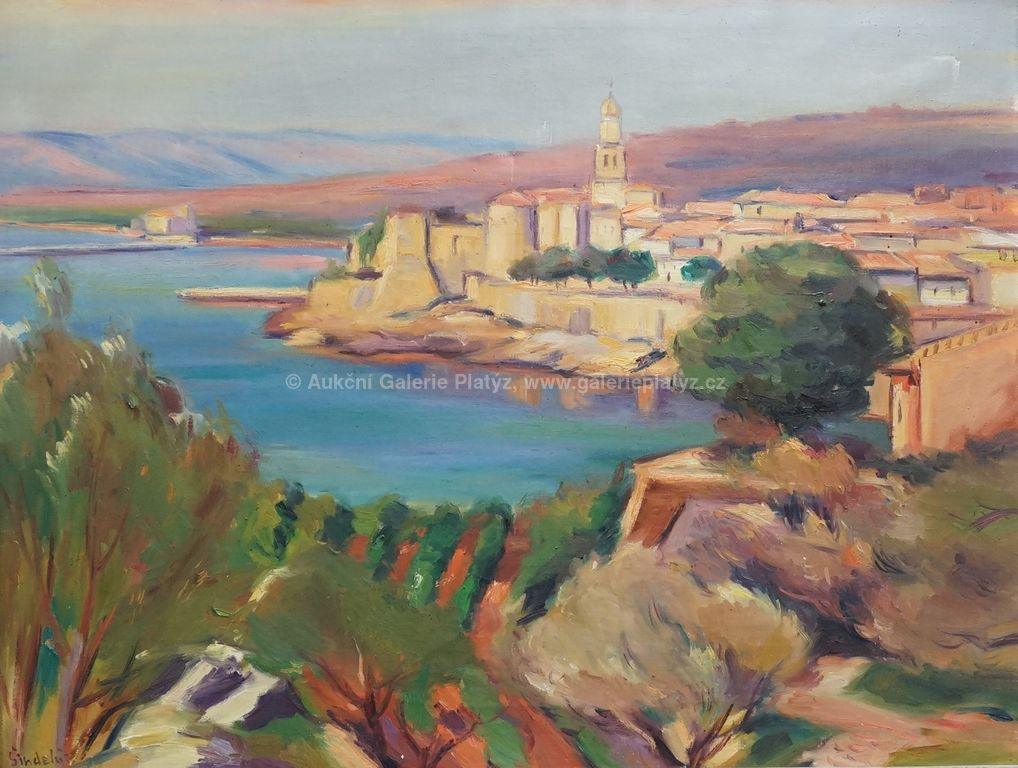
Krk
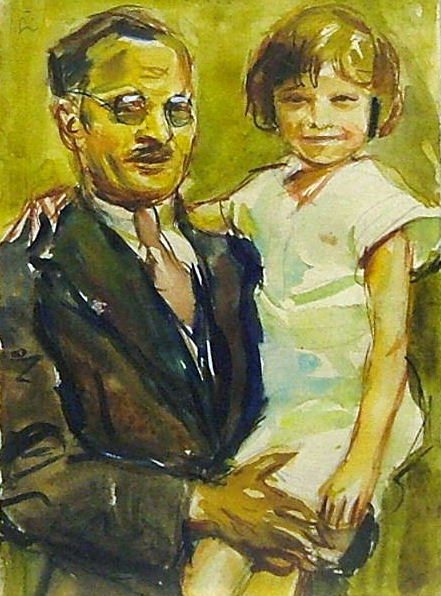
Autoportrét s vnučkou
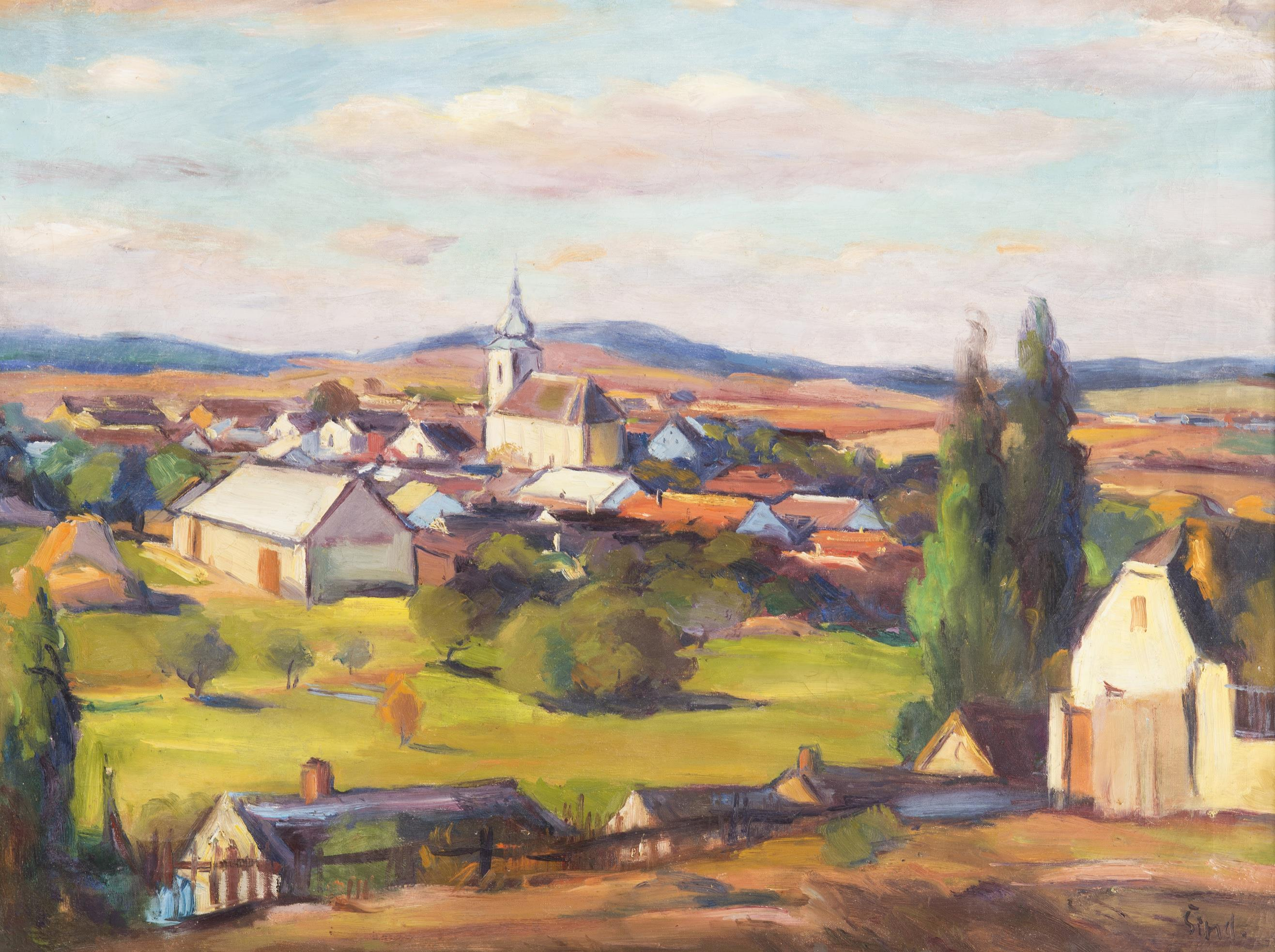
Lukov u Moravských Budějovic
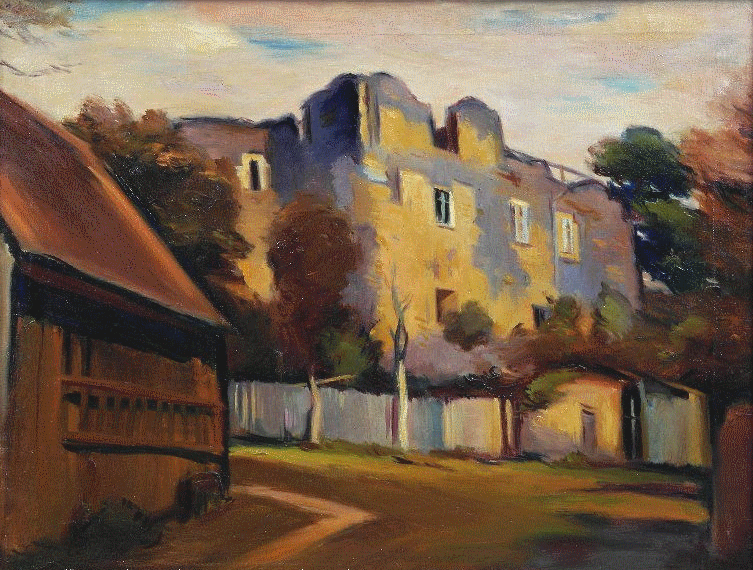
Nový Hrádek u Znojma